# Campionat d'Alemanya de ciclisme en contrarellotge

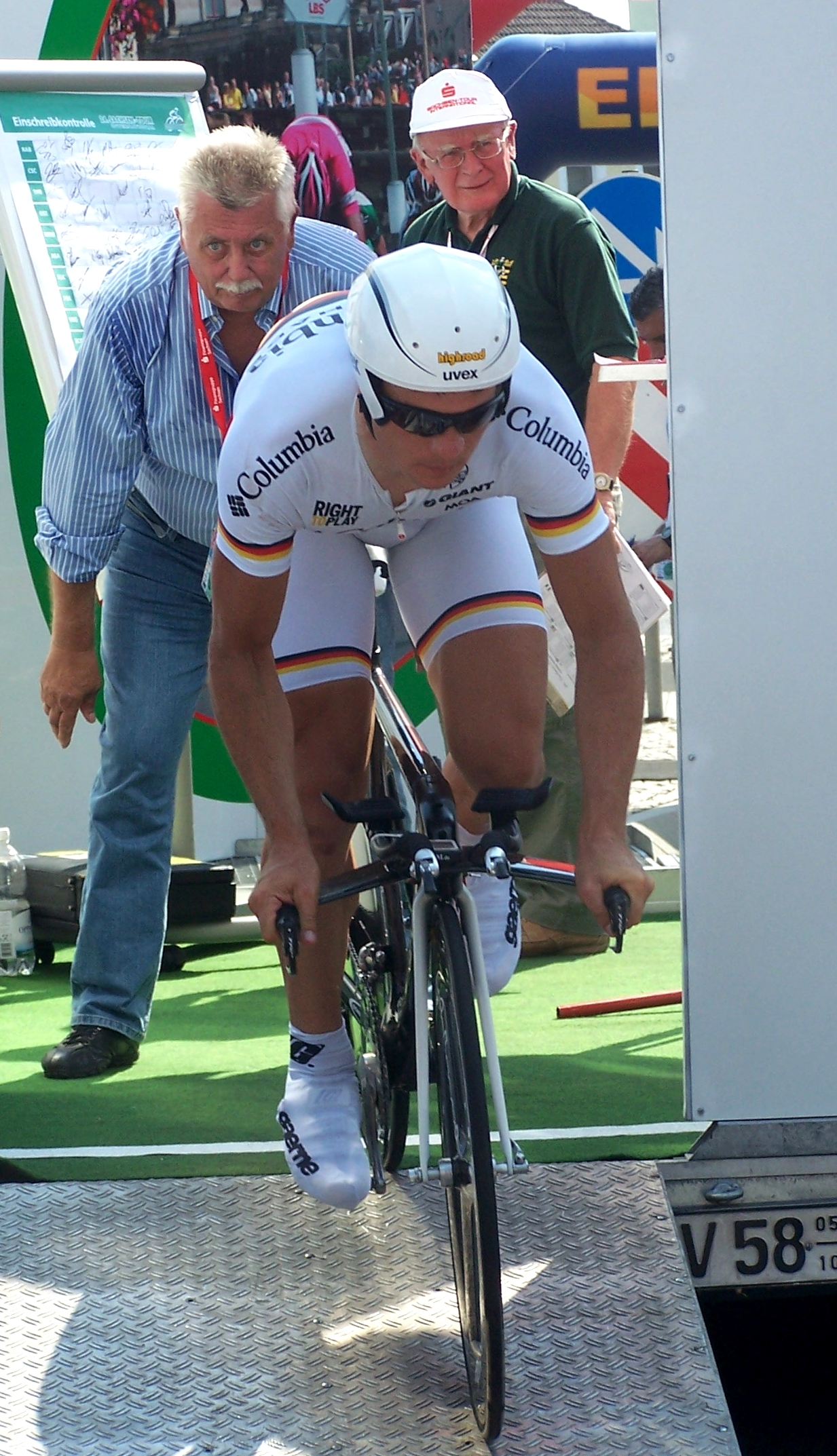
Bert Grabsch amb el mallot de campió d'Alemanya de contrarellotge

El Campionat d'Alemanya de ciclisme en contrarellotge s'organitza anualment des de l'any 1994 per determinar el campió ciclista d'Alemanya en la modalitat.
El títol s'atorga al vencedor d'una única carrera, en la modalitat de contrarellotge individual. El vencedor obté el dret a portar un mallot amb els colors de la bandera alemanya fins al campionat de l'any següent quan disputa proves de contrarellotge.

## Palmarès masculí
| Any  | Primer                                  | Segon                                   | Tercer                                  |
| 1994 | Jens Lehmann                            | Jan Ullrich                             | Michael Rich                            |
| 1995 | Jan Ullrich                             | Uwe Peschel                             | Thomas Liese                            |
| 1996 | Uwe Peschel                             | Thomas Liese                            | Michael Rich                            |
| 1997 | Andreas Walzer                          | Bert Grabsch                            | Thomas Liese                            |
| 1998 | Uwe Peschel                             | Andreas Walzer                          | Thomas Liese                            |
| 1999 | Andreas Walzer                          | Olaf Pollack                            | Dirk Müller                             |
| 2000 | Michael Rich                            | Thomas Liese                            | Sebastian Lang                          |
| 2001 | Thomas Liese                            | Uwe Peschel                             | Andreas Walzer                          |
| 2002 | Uwe Peschel                             | Michael Rich                            | Jens Voigt                              |
| 2003 | Michael Rich                            | Uwe Peschel                             | Sebastian Lang                          |
| 2004 | Michael Rich                            | Sebastian Lang                          | Jens Voigt                              |
| 2005 | Michael Rich                            | Sebastian Lang                          | Jens Voigt                              |
| 2006 | Sebastian Lang                          | Michael Rich                            | Jens Voigt                              |
| 2007 | Bert Grabsch                            | Lars Teutenberg                         | Robert Bartko                           |
| 2008 | Bert Grabsch                            | Stefan Schumacher                       | Tony Martin                             |
| 2009 | Bert Grabsch                            | Tony Martin                             | Jens Voigt                              |
| 2010 | Tony Martin                             | Patrick Gretsch                         | Jens Voigt                              |
| 2011 | Bert Grabsch                            | Tony Martin                             | Patrick Gretsch                         |
| 2012 | Tony Martin                             | Bert Grabsch                            | Lars Teutenberg                         |
| 2013 | Tony Martin                             | Patrick Gretsch                         | Stefan Schumacher                       |
| 2014 | Tony Martin                             | Nikias Arndt                            | Lars Teutenberg                         |
| 2015 | Tony Martin                             | Nikias Arndt                            | Stefan Schumacher                       |
| 2016 | Tony Martin                             | Jasha Sütterlin                         | Nils Politt                             |
| 2017 | Tony Martin                             | Jasha Sütterlin                         | Nils Politt                             |
| 2018 | Tony Martin                             | Jasha Sütterlin                         | Nikias Arndt                            |
| 2019 | Tony Martin                             | Nils Politt                             | Jasha Sütterlin                         |
| 2020 | No disputat per la pandèmia de COVID-19 | No disputat per la pandèmia de COVID-19 | No disputat per la pandèmia de COVID-19 |
| 2021 | Tony Martin                             | Miguel Heidemann                        | Max Walscheid                           |
| 2022 | Lennard Kämna                           | Jannik Steimle                          | Nils Politt                             |
| 2023 | Nils Politt                             | Miguel Heidemann                        | Maximilian Schachmann                   |
| 2024 | Nils Politt                             | Maximilian Schachmann                   | Miguel Heidemann                        |
| 2025 | Maximilian Schachmann                   | Miguel Heidemann                        | Lennard Kämna                           |

### Palmarès sub-23
| Any  | Primer                | Segon                 | Tercer              |
| 2002 | Markus Fothen         | Artjom Botschkarew    | Thomas Ziegler      |
| 2003 | Markus Fothen         | Peter Magyarosi       | Andreas Schillinger |
| 2004 | Christian Müller      | Paul Martens          | Linus Gerdemann     |
| 2005 | Paul Martens          | Robert Wagner         | Stefan Schäfer      |
| 2006 | Tony Martin           | Dominik Roels         | Nikolai Schwarz     |
| 2007 | Marcel Kittel         | Jörg Lehmann          | Stefan Schäfer      |
| 2008 | Andreas Henig         | Stefan Schäfer        | Martin Reimer       |
| 2010 | Marcel Kittel         | Michel Koch           | Michael Weicht      |
| 2011 | Christopher Muche     | Kersten Thiele        | Jakob Steigmiller   |
| 2012 | Jasha Sütterlin       | Harry Kraft           | Jakob Steigmiller   |
| 2013 | Jasha Sütterlin       | Nils Politt           | Yannick Gruner      |
| 2014 | Nils Politt           | Maximilian Schachmann | Domenic Weinstein   |
| 2015 | Lennard Kämna         | Nils Politt           | Nils Schomber       |
| 2016 | Maximilian Schachmann | Jan Tschernoster      | Marco Mathis        |
| 2017 | Patrick Haller        | Julian Braun          | Manuel Porzner      |
| 2018 | Jasper Frahm          | Max Kanter            | Richard Banusch     |
| 2019 | Miguel Heidemann      | Florian Stork         | Juri Hollmann       |
| 2020 | Miguel Heidemann      | Sven Redmann          | Tobias Buck-Gramcko |
| 2021 | Michel Hessmann       | Maurice Ballerstedt   | Jon Knolle          |
| 2022 | Maurice Ballerstedt   | Tobias Buck-Gramcko   | Hannes Wilksch      |
| 2023 | Moritz Kretschy       | Tim Torn Teutenberg   | Ole Theiler         |
| 2024 | Tim Torn Teutenberg   | Niklas Behrens        | Moritz Czasa        |
| 2025 | Bruno Kessler         | Louis Leidert         | Paul Fietzke        |

## Palmarès femení
| Any  | Primer                                  | Segon                                   | Tercer                                  |
| 1994 | Vera Hohlfeld                           | Hanka Kupfernagel                       | Cordula Gruber                          |
| 1995 | Hanka Kupfernagel                       | Judith Arndt                            | Petra Rossner                           |
| 1996 | Hanka Kupfernagel                       | Judith Arndt                            | Vera Hohlfeld                           |
| 1997 | Hanka Kupfernagel                       | Judith Arndt                            | Ina-Yoko Teutenberg                     |
| 1998 | Judith Arndt                            | Jacqueline Brabenetz                    | Mandy Hampel                            |
| 1999 | Judith Arndt                            | Petra Rossner                           | Bettina Schoeke                         |
| 2000 | Hanka Kupfernagel                       | Bettina Schöke                          | Ina-Yoko Teutenberg                     |
| 2001 | Judith Arndt                            | Bettina Schöke                          | Hanka Kupfernagel                       |
| 2002 | Hanka Kupfernagel                       | Trixi Worrack                           | Tina Liebig                             |
| 2003 | Judith Arndt                            | Christiane Soeder                       | Anke Wichmann                           |
| 2004 | Judith Arndt                            | Trixi Worrack                           | Petra Rossner                           |
| 2005 | Judith Arndt                            | Trixi Worrack                           | Madeleine Sandig                        |
| 2006 | Charlotte Becker                        | Madeleine Sandig                        | Ina-Yoko Teutenberg                     |
| 2007 | Hanka Kupfernagel                       | Charlotte Becker                        | Judith Arndt                            |
| 2008 | Hanka Kupfernagel                       | Judith Arndt                            | Charlotte Becker                        |
| 2009 | Trixi Worrack                           | Judith Arndt                            | Ina-Yoko Teutenberg                     |
| 2010 | Judith Arndt                            | Charlotte Becker                        | Hanka Kupfernagel                       |
| 2011 | Judith Arndt                            | Charlotte Becker                        | Ina-Yoko Teutenberg                     |
| 2012 | Judith Arndt                            | Trixi Worrack                           | Ina-Yoko Teutenberg                     |
| 2013 | Lisa Brennauer                          | Trixi Worrack                           | Esther Fennel                           |
| 2014 | Lisa Brennauer                          | Trixi Worrack                           | Charlotte Becker                        |
| 2015 | Mieke Kröger                            | Lisa Brennauer                          | Trixi Worrack                           |
| 2016 | Trixi Worrack                           | Stephanie Pohl                          | Lisa Brennauer                          |
| 2017 | Trixi Worrack                           | Lisa Brennauer                          | Stephanie Pohl                          |
| 2018 | Lisa Brennauer                          | Trixi Worrack                           | Lisa Klein                              |
| 2019 | Lisa Klein                              | Mieke Kröger                            | Lisa Brennauer                          |
| 2020 | No disputat per la pandèmia de COVID-19 | No disputat per la pandèmia de COVID-19 | No disputat per la pandèmia de COVID-19 |
| 2021 | Lisa Brennauer                          | Lisa Klein                              | Hannah Ludwig                           |
| 2022 | Lisa Brennauer                          | Lisa Klein                              | Hannah Ludwig                           |
| 2023 | Mieke Kroëger                           | Katharina Fox                           | Clara Koppenburg                        |
| 2024 | Mieke Kroëger                           | Antonia Niedermaier                     | Lisa Klein                              |
| 2025 | Antonia Niedermaier                     | Franziska Braube                        | Liane Lippert                           |